# アピタ名古屋南店
アピタ名古屋南店（アピタなごやみなみてん）は、愛知県名古屋市南区豊田にあるユニー株式会社のショッピングセンター。アピタ桑名店に次ぐハートビル法認定を受けている。

## 概要
1996年（平成8年）7月12日開業。屋上駐車場付き三階建てで、一階は食品と暮らしのフロア、二階はファッションと憩いのフロア、三階は住まいと子供のフロアとなっている。
公道を隔てた、店舗南側の日清紡績名古屋工場跡地（店舗写真手前の空き地）に建物を増築し、2010年（平成22年）に「ウォークモール」としてオープンを目指していたが、2007年（平成19年）の建設計画発表後に施行された都市計画法・建築基準法の改正の解釈より、跡地利用を断念している。
ウォークモールとして計画された日清紡跡地の一部は、（株）アコーディア・ゴルフと三井住友ファイナンス&リース（株）に売却され、2013年（平成25年）6月にゴルフ練習場「アコーディアゴルフクラブ」が開業。2015年（平成27年）12月にはホームセンター「スーパービバホーム名古屋南店」を核店舗とする「ビバモール名古屋南」がオープンした。なお、三井住友ファイナンス&リースは土地を「リクシル」グループに貸し付け、同グループが「スーパービバホーム」の運営を行っている。

## 主なテナント
- ギャルフィット
- ジュアン
- ミルフローラ
- ボニータ
- タカキュー
- トーカイ
- くまざわ書店
- 新星堂
- メガネの三城
- 新宿さぼてん
- 多司
- スガキヤ
- 若鯱家
- マクドナルド
- ロッテリア
- サンリフォーム
- ヤマハ音楽教室
- ウーノピュー
- サンローズ
- 海転寿司丸忠

※ その他テナントはショップガイドを参照。

## アクセス
- 名鉄常滑線 道徳駅より徒歩で約6分。
- 名古屋市営バス「道徳本町六丁目」停留所下車。

## 付近の施設
- 名古屋市総合体育館 （日本ガイシアリーナ）

※ また、残りの大部分の跡地は、日清紡がそのまま宅地用として土地造成し、宅地分譲地として利用される予定である。